# Lomariopsis mexicana
Lomariopsis mexicana är en ormbunkeart som beskrevs av Holtt. Lomariopsis mexicana ingår i släktet Lomariopsis och familjen Lomariopsidaceae. Inga underarter finns listade.